# In-A
In-A è il primo album in studio del gruppo musicale reggae italiano Quartiere Coffee, pubblicato il 15 marzo 2008.

## Descrizione
L'album è stato registrato al Boomker Sound di Firenze con la produzione artistica di Ciro "PrinceVibe" Pisanelli e Federico "K9" Cioni, e pubblicato dall'etichetta discografica romagnola One Step Records. Primo album della band toscana, i vari brani uniscono influenze giamaicane e vari sottogeneri del reggae, quali dancehall, new roots e dub; i testi mescolano la lingua italiana e il patwa giamaicano. Tra i vari featuring presenti nell'album, si contano le partecipazioni di Sister E dei Michelangelo Buonarroti in So che solo tu e Prepare to Love, di Jaka in Per i soundboy, e di Rootsman I dei Train To Roots in Massive Pull.
L'album è stato presentato in anteprima il 1º marzo 2008 al Puerto Baracoa di Grosseto ed è stato poi distribuito il 15 marzo successivo. Il tour nazionale dell'album è durato un anno con varie date in tutta Italia e con una partecipazione al festival reggae Rototom Sunsplash il 12 giugno 2008.

## Tracce
Testi di Tommaso Bai.
1. So che solo tu (feat. Sister E) – 3:37
2. Pam Pam – 3:24
3. La mia natura (feat. Peter Spence) – 3:44
4. No Police – 3:32
5. Di gyal dem – 3:59
6. Prepare to Love (feat. Sister E) – 3:26
7. Per i soundboy (feat. Jaka) – 3:55
8. Zion – 4:24
9. Massive Pull (feat. Rootsman I) – 3:47
10. Senza un posto – 3:02
11. Come a Kingston – 3:18
12. In-A Dub (feat. R-Lab) – 4:11

Durata totale: 44:19